# The Punkles
I The Punkles sono stati un gruppo musicale punk rock fondato nel 1998 a Amburgo, in Germania.

## Storia
Sono riconosciuti per aver eseguito le canzoni dei Beatles in stile punk. Dopo una serie di tournée per l'Europa, sono andati in tour insieme ai Beatallica nell'ottobre 2005 e nella primavera del 2006. A differenza di quest'ultimi hanno eseguito le canzoni dei Beatles "così come sono", cantando gli stessi testi e suonando cover degli originali, solo più veloci e con un feeling punk.
La band ha avuto particolare successo in Inghilterra, dove è andata in tournée diverse volte e ha anche fatto due apparizioni come ospite al Cavern Club di Liverpool, e in Giappone, dove è arrivata nella top 50 delle classifiche musicali con due album. Il loro ultimo album in vendita è uscito nell'aprile 2006. Da allora non sono più apparsi in pubblico.

## Formazione
- Joey Lennon (riferito a Joey Ramone e John Lennon) – voce e chitarra ritmica
- Dee Dee Harrison (riferito a Dee Dee Ramone e George Harrison) – chitarra solista
- Sid McCartney (riferito a Sid Vicious e Paul McCartney) – basso
- Markey Starkey (riferito a Ringo Starr (Richard Starkey) e Marky Ramone) – batteria

Ex componenti
- Captain O'Harrison (chitarra 2002-04)
- Rat Harrison (chitarra 2004-06)

## Discografia
Album in studio
- 1998 - The Punkles (Wolverine Records)
- 2002 - Beat The Punkles (Bitzcore)
- 2003 - The Punkles 1998 - 2003 (aka 'The Red Album') (Teichiku Records)
- 2004 - Pistol (Teichiku Records)
- 2006 - Punkles For Sale (Teichiku Records)